# Evadat din infern
Evadat din infern (titlu original: Angel on My Shoulder) este un film fantastic american din 1946 regizat de Archie Mayo. În rolurile principale joacă actorii Paul Muni, Anne Baxter și Claude Rains.

## Prezentare
După eliberarea sa din închisoare, gangsterul Eddie Kagle (Paul Muni) este ucis de partenerul său, Smiley Williams (Hardie Albright). Kagle ajunge în iad, unde "Nick" (Claude Rains) îi oferă o șansă de a scăpa de acolo și de a-și răzbuna propria moarte în schimbul unui ajutor cu o problemă. Kagle arată exact ca judecătorul Frederick Parker, un om integru care i-a cauzat probleme lui Nick pentru că era prea cinstit. Nick se teme că Parker îi poate provoca și mai multă anxietate în viitor, în timp ce acesta a ajuns guvernator. Nick vrea să distrugă reputația lui Parker și Kagle este repede de acord ca sufletul său să fie transferat în corpul lui Parker.
De îndată ce Kagle apare ca Parker, lucruri ciudate încep să se întâmple. Kagle are intenții rele, dar tot ce încearcă pentru a ruina reputația judecătorului cumva  reputația lui Parker devine și mai bună.  În timpul misiunii sale, Kagle ajunge să o cunoască pe Barbara Foster (Anne Baxter), logodnica judecătorului. El se îndrăgostește, ajungând să se întrebe care este viziunea sa asupra vieții și, eventual, să se răscoale împotriva lui Nick.
Nick îi oferă lui Kagle posibilitatea de a-l împușca pe Williams, dar, în schimb, Kagle îi spune acestuia adevărul. Șocat și speriat, Williams fuge, dar cade printr-o fereastră deschisă și moare.
Exasperat și înfrânt, Nick îl duce pe Kagle înapoi în iad, lăsându-l pe judecătorul Parker într-o poziție mult mai bună decât înainte. Nick amenință că va face existența omului reformat și mai dureroasă decât de obicei, dar Kagle îl șantajează că va dezvălui tuturor cele petrecute, iar Nick este în cele din urmă de acord cu cererile lui Kagle.

## Distribuție

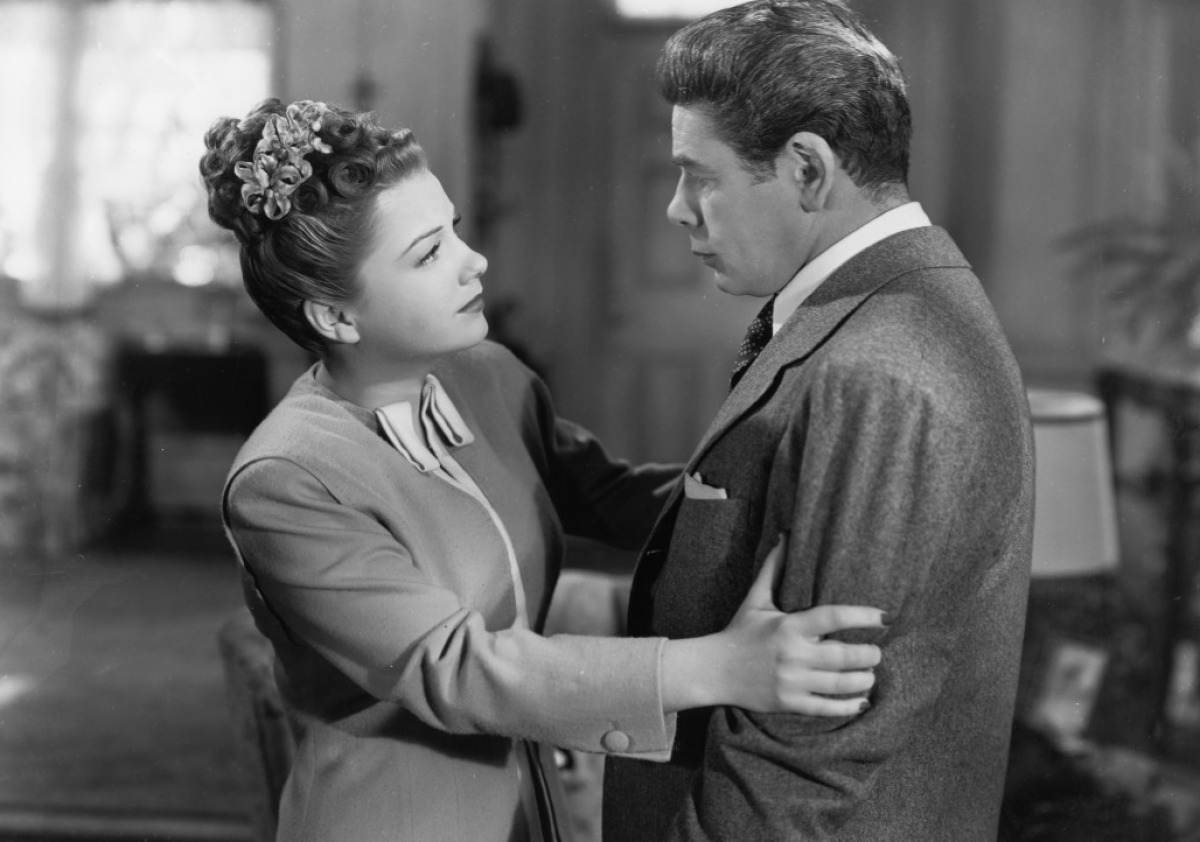
Anne Baxter și Paul Muni în Angel on My Shoulder

- Paul Muni ca Eddie Kagle/Judecător Fredrick Parker
- Anne Baxter ca Barbara Foster
- Claude Rains ca Nick
- Onslow Stevens ca Dr. Matt Higgins
- George Cleveland ca Albert
- Erskine Sanford ca Predicator
- Marion Martin ca Mrs. Bentley
- Hardie Albright ca Smiley Williams
- James Flavin ca Bellamy

## Refacere
Filmul a fost refăcut la sfârșitul anilor 1970, fiind regizat de  John Berry. A avut premiera pe canalul ABC la 11 mai 1980.